# Pirmin Ullrich
Pirmin Ullrich (* 1968 in Bühl) ist ein deutscher Jazzmusiker (Alt-, Bariton-, Tenor- und Sopransaxophon, Klarinette, Bassklarinette, Piano, Komposition).

## Leben und Wirken
Ullrich begann 1987 seine Berufsfachausbildung an der Frankfurter Musikwerkstatt. Von 1990 bis 1995 studierte er Jazzsaxophon an der Hochschule für Musik und Darstellende Kunst Stuttgart, wo er 1995 sein Diplom für Jazz- und Popularmusik im Hauptfach Saxophon erhielt. Während dieser Zeit gehörte er zum Landesjugendjazzorchester Baden-Württemberg unter Leitung von Bernd Konrad.
Seit Mitte der 1990er Jahre ist Ullrich als Saxophonist und Klarinettist in verschiedenen Jazz- und Popformationen tätig, etwa im Quintett Jazzmelounge (mit dem zwei Alben entstanden) oder bei French Acoustic um Jean-Michel Heiby. Seit 2007 leitet er sein Quartett mit Alexander Krieg (Piano), Mario Fadani (Bass) und Peter Götzmann (Drums); um Trompeter Sean Guptill erweitert zum Quintett legte er 2020 das Album Indian Summer vor.
Weiterhin gehört Ullrich zum Finefones Saxophone Quartet, mit dem er seit 2011 vier CDs veröffentlichte, und war Saxophonist bei verschiedenen Bigband-Projekten mit Peter Herbolzheimer, Pete York, Jiggs Whigham, Erwin Lehn, Johannes Faber, Herbert Joos, Ack van Rooyen und Joo Kraus. Außerdem wirkte er bei diversen Musical- und Theaterproduktionen als Bühnenmusiker mit, etwa im Staatstheater Karlsruhe oder den Stadttheatern Pforzheim, Heilbronn, Baden-Baden und Freiburg. Er ist auch auf Alben von Kammerflimmer Kollektief, Annette Postel oder Heiko Gottberg zu hören.
Ullrich schreibt ferner Kompositionen und Arrangements für Bigband oder Jazzcombo; sie wurden auch auf dem Album der Brass & Fun Bigband Zweierlei verwendet.
Seit 1990 wirkt Ullrich zudem als Lehrer für Saxophon, Klarinette und Jazzpiano an der Musikschule Bühl. Dort leitet er die Bigband Torture Brass und das Saxophonensemble Vintage Sax. Anlässlich des Jazztivals Bühl 2019 übernahm er die Leitung der Bigband Brass & Fun der Stadt Bühl.